# Wix.com
Wix.com — міжнародна хмарна платформа для створення та розвитку інтернет-проектів, що дозволяє будувати професійні сайти і їхні мобільні версії на HTML5 з допомогою інструментів drag-and-drop та чат-боту зі штучним інтелектом. Розширювати функціональність сайтів можна за рахунок додатків, розроблених як розробниками Wix, так і сторонніми компаніями. Наприклад, додавати модулі соціальних мереж, інструменти для онлайн-торгівлі та електронних розсилок, контактні форми, блоги тощо.  Сервіс доступний 12 мовами: українською, англійською, російською, французькою, німецькою, італійською, іспанською, португальською, польською, японською, корейською та турецькою.
Wix працює по бізнес-моделі freemium, пропонуючи можливість безкоштовно створювати сайти і розвивати їх, купуючи корисні поліпшення. Наприклад, тарифи Premium дозволяють підключити до сайту власний домен, прибрати банери Wix, додати онлайн-магазин, отримати додаткове місце для зберігання даних, купони на рекламу та ін

## Історія створення
Wix був створений в 2006 році Авішайем Абраамі, Надавом Абраамі і Гіорою Каплан. Ідея компанії — інтернет повинен бути відкритий кожній людині для вільного вираження себе, розвитку і взаємодії. Штаб-квартира Wix знаходиться в Тель-Авіві, інші офіси — в Беер-Шеві, Сан-Франциско, Нью-Йорку, Маямі, Сан-Паулу, Дніпрі та Києві.Компанія отримала кілька раундів інвестицій від фондів Insight Venture Partners, Mangrove Capital Partners, Bessemer Venture Partners і Benchmark Capital.
Бета-версія сервісу на базі Adobe Flash стала доступна користувачам США в 2007 році.
До квітня 2010 року в Wix було зареєстровано 3,5 мільйона користувачів. Wix заробив 10 мільйонів доларів на привілейованих акціях серії «С», випущеними Benchmark Capital, а також Bessemer Venture Partners і Mangrove Capital Partners. через Рік, у березні 2011 р., у Wix було вже 10 мільйонів користувачів і 40 мільйонів доларів, зароблених на привілейованих акціях серії «D», що в сукупності принесло на той момент 61 мільйон доларів.

### Перехід на HTML5
У березні 2012 р. Wix запустив новий редактор сайтів на HTML5, який замінив Flash. При цьому редактор на Flash продовжував підтримуватися, але всі нові користувачі прямували на HTML5-платформу.
У лютому 2013 р. Wix заявив про успішний перехід на HTML5, який дозволив залучити 25 мільйонів користувачів і заробити 60 мільйонів доларів за 2012 рік.
У серпні 2013 р. понад 35 мільйонів людей використовували Wix для створення сайтів.
За даними на 20 березня 2014 року база передплатників Wix склала понад 45 мільйонів осіб. До 2016 року кількість користувачів Wix перевищила 85 мільйонів чоловік.

### IPO на NASDAQ
Перше публічне розміщення (IPO) акцій Wix на біржі NASDAQ відбулося 5 листопада 2013 р., що принесло 127 мільйонів доларів.

## Функціональність
Wix надає сотні шаблонів вебсайту і HTML5-редактор, який працює за принципом drag-and-drop, який включає в себе програми, графіку, галереї зображень, відео, шрифти та багато іншого. Шаблони налаштовуються: додаються нові функції і медіа, змінюються стиль, кольори, тексти, фонові зображення, кнопки та ін Крім того, користувачі мають можливість створити свої вебсайти з нуля або за допомогою чат-бота зі штучним інтелектом. Wix був названий багатьма незалежними спостерігачами, як один із найкращих безкоштовних конструкторів для створення вебсайту. В жовтні 2013 компанія Wix представила мобільний редактор, який дозволяє користувачам легко налаштувати відображення сайтів для мобільного перегляду.

### Ключові можливості Wix
- сотні безкоштовних шаблонів;
- безкоштовний хостинг;
- пошукова оптимізація;
- підключення власного домену;
- оптимізація для мобільних пристроїв;
- додавання зовнішнього HTML-коду;
- захист сторінок;
- модулі блогу, інтернет-магазину, списку, галереї зображень, відео і аудіо;
- постинг в соцмережах;
- блоки статистики.

### App Market
У жовтні 2012 р. Wix запустив App Market для продажу додатків, створених різними компаніями з використанням автоматизованої технології веброзробки Wix. App Market пропонує безкоштовні та платні додатки, 70 % прибутку від яких йде розробникам і 30 % — Wix. App Market дозволяє інтегрувати на сайт такі функції, як стрічки фотографій, блоги, плей-листи, онлайн-спільноти, розсилання електронних листів, файлові менеджери
В App Market можна знайти додатки від Google, Яндекс, Instagram, LiveChat, Shopify та інших компаній.

### Вертикальні рішення
У серпні 2014 року Wix випустив свій перший вертикально спеціалізований продукт Wix Hotels — систему бронювання, яка повністю інтегрована в вебсайт Wix для готелів, хостелів, B&B і будинків відпочинку. Wix Hotels дозволяє легко створювати і підтримувати інвентаризацію номерів, управляти цінами, бронюванням і платежами. Слідом за цим у 2015 році вийшло рішення Wix Music — платформа, розроблена, щоб дати незалежним музикантам дорогу на ринок і можливість продавати їх музику онлайн. У 2016 році з'явився продукт Wix Restaurants, зручне рішення для власників кафе і ресторанів.